# (5550) 1981 UB1
Az (5550) 1981 UB1 a Naprendszer kisbolygóövében található aszteroida. Laurence G. Taff fedezte fel 1981. október 30-án.